# Los Santos (Leganés)
El barrio de los Santos es un sub-barrio de Leganés (Comunidad de Madrid, España), dentro del barrio Centro. Está delimitado por las avenidas Doctor Martín Vegue, La Mancha, Dos de Mayo y Fuenlabrada. Tiene una población aproximada de 8.000 habitantes, y se compone sobre todo de pisos de 4 alturas construidos en los años 60, aunque aún quedan casas unifamiliares en buen estado de conservación, testigos del reciente pasado rural de la zona. Su nombre se debe a que todas sus calles están dedicadas a algún santo. 
Aunque el barrio no tiene una forma exactamente rectangular, mideo 650 metros de largo por 350 de ancho (en la parte sur, donde alcanza su máxima anchura), y tiene una extensión aproximada de 16 hectáreas. Abundan las rampas (al igual que en otros barrios de Leganés), algunas de ellas con una pendiente importante, según se avanza desde la parte sur hacia el norte y desde el oeste al oeste, ya que en noroeste del barrio (zona de la rotonda de Leganés o de los "Cabezones") se encuentra la cima de un pequeño cerro.
El barrio limita al este con el Parque Picasso, al sur con el barrio de las Flores, al suroeste con el casco histórico, al oeste con el barrio de las Batallas y al norte con el parque de la Chopera.
Se trata de un barrio obrero bastante tranquilo, si bien en los últimos años, el trapicheo de drogas y la aparición de algunos pisos patera ha provocado cierto malestar entre muchos de sus vecinos.

## Límites
| Noroeste: San Nicasio          | Norte: San Nicasio        | Noreste: Zarzaquemada |
| Oeste: Barrio de las Batallas  |                           | Este: Zarzaquemada    |
| Suroeste: Barrio de las Flores | Sur: Barrio de las Flores | Sureste: Zarzaquemada |

- Datos: Q5980337